# Ingrid Isensee
Ingrid Isensee Cid (Santiago; 31 de diciembre de 1974) es una actriz, directora, locutora y diseñadora industrial chilena.

## Biografía
Su primera aparición en la televisión fue en Los Pincheira de Televisión Nacional de Chile en el 2004 interpretando a Concepción Fuentealba, en el 2005 interpretó a Pierina Mascuso en Los Capo, tiempo después fue contratada por MEGA para ser protagonista de su teleserie nocturna Montecristo interpretando a Laura Ledesma.
Ingrid también ha participado en series de televisión en el 2005, Loco por ti, Infieles, Bienvenida realidad, El día menos pensado, Héroes y Mi bella genio (Chile), además ha sido parte del elenco de las películas Mein Herz in Chile.
En 2011 protagonizó la película de terror chilena Baby Shower y además participó en la película El Limpiapiscinas.

## Filmografía

### Cine
| Cine | Cine                         | Cine              | Cine                 | Cine |
| Año  | Película                     | Rol               | Director             |      |
| ---- | ---------------------------- | ----------------- | -------------------- | ---- |
| 1996 | Takilleitor                  | Fan de la piscina | Daniel de la Vega    |      |
| 2006 | XX                           | Cristina          | Cristián Jiménez     |      |
| 2008 | Mein Herz in Chile           | Laura Hansen      | Jörg Grünler         |      |
| 2011 | Baby Shower                  | Ángela            | Pablo Illanes        |      |
| 2011 | El limpiapiscinas            | Josefina          | José Luis Guridi     |      |
| 2011 | Bonsái                       | Vecina embarazada | Cristián Jiménez     |      |
| 2012 | Joven y alocada              | Isabel            | Marialy Rivas        |      |
| 2012 | Etre rêvé                    | Elle              | Tito González        |      |
| 2014 | El Mago                      | Carlota           | Matías Pinochet      |      |
| 2014 | La voz en off                | Sofía             | Cristián Jiménez     |      |
| 2015 | El bosque de Karadima        | Amparo            | Matías Lira          |      |
| 2015 | Vida sexual de las plantas   |                   | Roberto Doveris      |      |
| 2017 | Sapo (película)              |                   | Juan Pablo Ternicier |      |
| 2022 | Proyecto Fantasma (película) |                   | Roberto Doveris      |      |

### Televisión
| Teleseries | Teleseries            | Teleseries               | Teleseries |
| Año        | Teleserie             | Rol                      | Canal      |
| ---------- | --------------------- | ------------------------ | ---------- |
| 2004       | Los Pincheira         | Concepción Fuentealba    | TVN        |
| 2005       | Los Capo              | Pierina Mancuso          | TVN        |
| 2006       | Montecristo           | Laura Ledesma            | Mega       |
| 2014       | Secretos en el Jardín | Alejandra "Lili" Pizarro | Canal 13   |
| 2018       | Casa de muñecos       | Susana Estévez           | Mega       |
| 2019       | Juegos de poder       | Jacqueline Cifuentes     | Mega       |

## Series y Unitarios
| Series y Unitarios | Series y Unitarios                   | Series y Unitarios                           | Series y Unitarios |
| Año                | Serie                                | Rol                                          | Canal              |
| ------------------ | ------------------------------------ | -------------------------------------------- | ------------------ |
| 2005               | Loco por ti                          | Jimena                                       | TVN                |
| 2005               | Infieles                             | Cassandra                                    | Chilevisión        |
| 2005               | Bienvenida realidad                  | Leticia                                      | TVN                |
| 2006               | El día menos pensado                 | Carmen Gloria Bustamante / Marcela           | TVN                |
| 2006               | Casado con hijos                     | Joseline                                     | Mega               |
| 2007-2008          | Héroes                               | Constanza de Nordenflycht / Carmela Carvajal | Canal 13           |
| 2009               | Mi Bella Genio                       | Conina Echegaray                             | TVN                |
| 2012               | El Diario Secreto de una Profesional | Fernanda García                              | TVN                |
| 2015               | El bosque de Karadima                | Amparo Leyton                                | Chilevisión        |
| 2016               | Bala Loca                            | Antonia Serrano                              | Chilevisión        |
| 2017               | 12 días que estremecieron Chile      | Ana María Hasenberg                          | Chilevisión        |
| 2019               | Héroes Invisibles                    | Patricia                                     | Chilevisión / YLE  |

## Comerciales
- Icarito (2002)